# Inferentialisme
Inferentialisme is een betekenistheorie die stelt dat de betekenis van een uitdrukking bepaald wordt door de gevolgrelaties waarin deze uitdrukking staat. Robert Brandom en Gilbert Harman zijn bekende aanhangers van deze theorie. Inferentialisme is geïnspireerd op de slogan "betekenis is gebruik" van de latere Ludwig Wittgenstein. Inferentialisme wordt soms gecontrasteerd met waarheidsconditionele semantiek.